# Albert Spencer, VII conte Spencer
Albert Edward John Spencer, VII conte Spencer, conosciuto formalmente come Hon Albert Spencer sino al 1910 e dal 1910 sino al 1922 come Visconte di Althorp, o meno formalmente come "Jack" Spencer (Londra, 23 maggio 1892 – Northampton, 9 giugno 1975), è stato un nobile inglese, membro della paria di Gran Bretagna e nonno paterno della Principessa Diana Spencer.

## Biografia

### Infanzia
Nato a Londra, figlio di Charles Spencer, VI conte Spencer e di sua moglie, Margaret Baring, seconda figlia di Edward Baring, I barone Revelstoke.

### Giovinezza
Dopo essere stato educato alla Harrow School ed al Trinity College, prestò servizio nella prima guerra mondiale come Capitano del Primo Reggimento di Guardie e fu attivo nella politica locale del Northamptonshire come membro del partito conservatore.

### Matrimonio
Albert Spencer sposò Lady Cynthia Hamilton, seconda figlia di James Hamilton, III duca di Abercorn, nel 1919 e la coppia ebbe due figli.

### Conte Spencer
Egli aprì la propria residenza di famiglia, ad Althorp, al pubblico e divenne un rinomato conoscitore d'arte distinguendosi nell'amministrazione della Wallace Collection e divenendo membro della Royal School of Needlework. Egli era membro di entrambe le Society of Antiquaries of London e della Royal Society of Arts, e per otto anni negli anni '60 del XX secolo fu Avvocato del Consiglio d'Amministrazione del Victoria and Albert Museum. Fu attivo nell'esercito britannico per 43 anni, dal 1924.

### Morte
Egli morì nella Casa di Cura di San Matteo a Northampton dopo una breve malattia. Gli succedette il figlio, Edward John Spencer, VIII conte Spencer, che fu il padre della Principessa Diana del Galles.

## Discendenza
Dal matrimonio tra Albert Spencer e Lady Cynthia Hamilton nacquero:
- Lady Anne Spencer (4 agosto 1920- febbraio 2020), sposò Christopher Baldwin Hughes Wake-Walker;
- John Spencer, VIII conte Spencer (24 gennaio 1924- 29 marzo 1992), sposò Frances Ruth Roche e successivamente Raine, contessa di Dartmouth.

## Ascendenza
|                                            |              |                                        | Genitori                          |  |  | Nonni |  |  | Bisnonni                         |  |  | Trisnonni                     |  |
|                                            |              |                                        |                                   |  |  |       |  |  | George Spencer, II conte Spencer |  |  | John Spencer, I conte Spencer |  |
|                                            |              |                                        |                                   |  |  |       |  |  | George Spencer, II conte Spencer |  |  | John Spencer, I conte Spencer |  |
|                                            |              | Margaret Poyntz                        |                                   |  |  |       |  |  | George Spencer, II conte Spencer |  |  |                               |  |
| Frederick Spencer, IV conte Spencer        |              |                                        |                                   |  |  |       |  |  | George Spencer, II conte Spencer |  |  |                               |  |
|                                            |              | Lady Lavinia Bingham                   | Charles Bingham, I conte di Lucan |  |  |       |  |  |                                  |  |  |                               |  |
|                                            |              | Lady Lavinia Bingham                   | Charles Bingham, I conte di Lucan |  |  |       |  |  |                                  |  |  |                               |  |
|                                            |              | Lady Lavinia Bingham                   | Margaret Smith                    |  |  |       |  |  |                                  |  |  |                               |  |
| Charles Spencer, VI conte Spencer          |              | Lady Lavinia Bingham                   |                                   |  |  |       |  |  |                                  |  |  |                               |  |
|                                            |              | Sir Horace Beauchamp Seymour           | Lord Hugh Seymour                 |  |  |       |  |  |                                  |  |  |                               |  |
|                                            |              | Sir Horace Beauchamp Seymour           | Lord Hugh Seymour                 |  |  |       |  |  |                                  |  |  |                               |  |
|                                            |              | Sir Horace Beauchamp Seymour           | Lady Anne Horatia Waldegrave      |  |  |       |  |  |                                  |  |  |                               |  |
| Adelaide Horatia Seymour                   |              | Sir Horace Beauchamp Seymour           |                                   |  |  |       |  |  |                                  |  |  |                               |  |
|                                            |              | Elizabeth Malet Palk                   | Sir Lawrence Palk, II baronetto   |  |  |       |  |  |                                  |  |  |                               |  |
|                                            |              | Elizabeth Malet Palk                   | Sir Lawrence Palk, II baronetto   |  |  |       |  |  |                                  |  |  |                               |  |
|                                            |              | Elizabeth Malet Palk                   | Lady Dorothy Elizabeth Vaughan    |  |  |       |  |  |                                  |  |  |                               |  |
| Albert Spencer, VII conte Spencer          |              | Elizabeth Malet Palk                   |                                   |  |  |       |  |  |                                  |  |  |                               |  |
|                                            | Henry Baring | Sir Francis Baring, I baronetto Baring |                                   |  |  |       |  |  |                                  |  |  |                               |  |
|                                            | Henry Baring | Sir Francis Baring, I baronetto Baring |                                   |  |  |       |  |  |                                  |  |  |                               |  |
|                                            | Henry Baring | Harriet Herring                        |                                   |  |  |       |  |  |                                  |  |  |                               |  |
| Edward Charles Baring, I barone Revelstoke | Henry Baring |                                        |                                   |  |  |       |  |  |                                  |  |  |                               |  |
|                                            |              | Cecilia Anne Windham                   | William Lukin Windham             |  |  |       |  |  |                                  |  |  |                               |  |
|                                            |              | Cecilia Anne Windham                   | William Lukin Windham             |  |  |       |  |  |                                  |  |  |                               |  |
|                                            |              | Cecilia Anne Windham                   | Anne Thellusson                   |  |  |       |  |  |                                  |  |  |                               |  |
| Margaret Baring                            |              | Cecilia Anne Windham                   |                                   |  |  |       |  |  |                                  |  |  |                               |  |
|                                            |              | John Crocker Bulteel                   | John II Bulteel                   |  |  |       |  |  |                                  |  |  |                               |  |
|                                            |              | John Crocker Bulteel                   | John II Bulteel                   |  |  |       |  |  |                                  |  |  |                               |  |
|                                            |              | John Crocker Bulteel                   | Elizabeth Perring                 |  |  |       |  |  |                                  |  |  |                               |  |
| Louisa Bulteel                             |              | John Crocker Bulteel                   |                                   |  |  |       |  |  |                                  |  |  |                               |  |
|                                            |              | Lady Elizabeth Grey                    | Charles Grey, II conte Grey       |  |  |       |  |  |                                  |  |  |                               |  |
|                                            |              | Lady Elizabeth Grey                    | Charles Grey, II conte Grey       |  |  |       |  |  |                                  |  |  |                               |  |
|                                            |              | Lady Elizabeth Grey                    | Mary Elizabeth Ponsonby           |  |  |       |  |  |                                  |  |  |                               |  |
|                                            |              | Lady Elizabeth Grey                    |                                   |  |  |       |  |  |                                  |  |  |                               |  |